# Fraktálová komprese
Fraktálová (též fraktální) komprese vychází z toho, že tyto opakující se vzorce jsou nadbytečnými informacemi, které lze během kompresního procesu zredukovat. Jedná se o ztrátovou kompresní metodu.

## Fraktál a soběpodobnost
Fraktál obecně je struktura, která je složena z menších dílků (takzvaných bloků či segmentů), které jsou podobné této struktuře. Mohou být i úplně stejné, ale zpravidla tomu tak není. Každý blok či segment je zmenšenou, velmi přibližnou kopií originální struktury – fraktálu. Z toho vyplývá, že bloky či segmenty jsou podobné i sobě navzájem. Tato vlastnost se nazývá soběpodobnost.

## Fraktálová komprese

### Využití fraktálové komprese
Zdaleka nejčastěji se fraktálová komprese využívá pro obraz, dá se však použít i na video, zvuk či signál například televizního vysílání. Využití má i pro data jiného než multimediálního typu, typicky se dobře uplatňuje při komprimování geografických dat.

### Průběh fraktálové komprese
Prvním krokem je rozdělení fraktálu na segmenty či bloky. Ty jsou reprezentovány takzvanými fraktálními vzory, tedy tou informací, kterou přenášejí a kterou nese i fraktál jako celek.
Jakmile je fraktál rozdělen na segmenty nebo bloky, následuje práce s fraktálními vzory. Ty mohou být už předdefinované, nebo se vypočítají pomocí algoritmu. Klíčové je, že tyto fraktální vzory jsou následně uloženy i s informacemi týkajícími se jejich umístění, měřítka a transformací (v případě obrazu je to například posun, škálování, rotace či zrcadlení, v případě zvuku a potažmo signálu obecně jimi mohou být filtrace, transformace časové osy či škálování frekvence).
To je velmi důležité pro zpětný chod, tedy dekompresi. Díky těmto informacím je možné velmi rychle zrekonstruovat původní fraktál. Z toho vyplývá, že fraktálová komprese je vratným procesem. Je taktéž asymetrická, což znamená, že dekomprese trvá několikanásobně kratší dobu než komprese. Poté už lze případně provádět dekompresi (v případě signálu se používá termín rekonstrukce).

## Fraktálová interpolace
Vlastností soběpodobnosti a fraktálové geometrie využívá technika s názvem fraktálová interpolace. Díky jejich znalostem si tento nástroj může dopočítat, jak by měly vypadat další fáze fraktálového vzoru. Jinými slovy, jak vypadají mezifáze, které se nachází mezi aktuálním fraktálovým vzorem a tím, ke kterému se chceme dostat, do kterého ten aktuální chceme transformovat. Transformací jsou myšleny již zmíněné úpravy ze skupiny zvětšování a další. To například znamená, že můžeme vzor donekonečna zvětšovat či zmenšovat, protože se chybějící detaily dopočítají.
Typicky se tato technika využívá v animaci, kde se nadefinuje předmět v počáteční a koncové fázi a ty pohybové mezifáze se dopočítají.
Fraktálová interpolace své využití nenachází pouze ve vizuálních datech, dají se s její pomocí tvořit například i plynulé přechody mezi jednotlivými zvukovými vzory.

## Fraktálová komprese obrazu
Velmi často se lze setkat s fraktálovou kompresí obrazu.
Fraktálová komprese obrazu pracuje s tím, že nadbytečné informace obsahují všechny přirozené a většina umělých obrazů. Přirozeným obrazem rozumíme obraz nebo scénu, kterou můžeme běžně pozorovat ve skutečném světě. Typicky v takovém obrazu figurují fyzické objekty vytvořené přírodou i člověkem a jeho úkolem je zachytit svět tak, jak ho vnímá běžné lidské oko. Zpravidla je jím fotografie. Naopak umělé obrazy jsou kresby, náčrtky či počítačová grafika.
Platí, že fraktální komprese se efektivněji uplatňuje právě na přirozené obrazy, její výstupy jsou v jejich případě kvalitnější než v případě obrazů umělých.
Fraktálová komprese obrazu se typicky využívá pro digitální fotografie s vysokým rozlišením, medicínské snímky a satelitní snímky, což jsou všechno obrazy o velkém objemu dat.